# Bonotsu
Bonotsu (坊津町, Bonotsu-chō) était un bourg situé dans la zone de Kawanabe, Kagoshima, Japon. En 2005, il a été incorporé à la ville de Minamisatsuma et n'est plus considéré comme une commune.

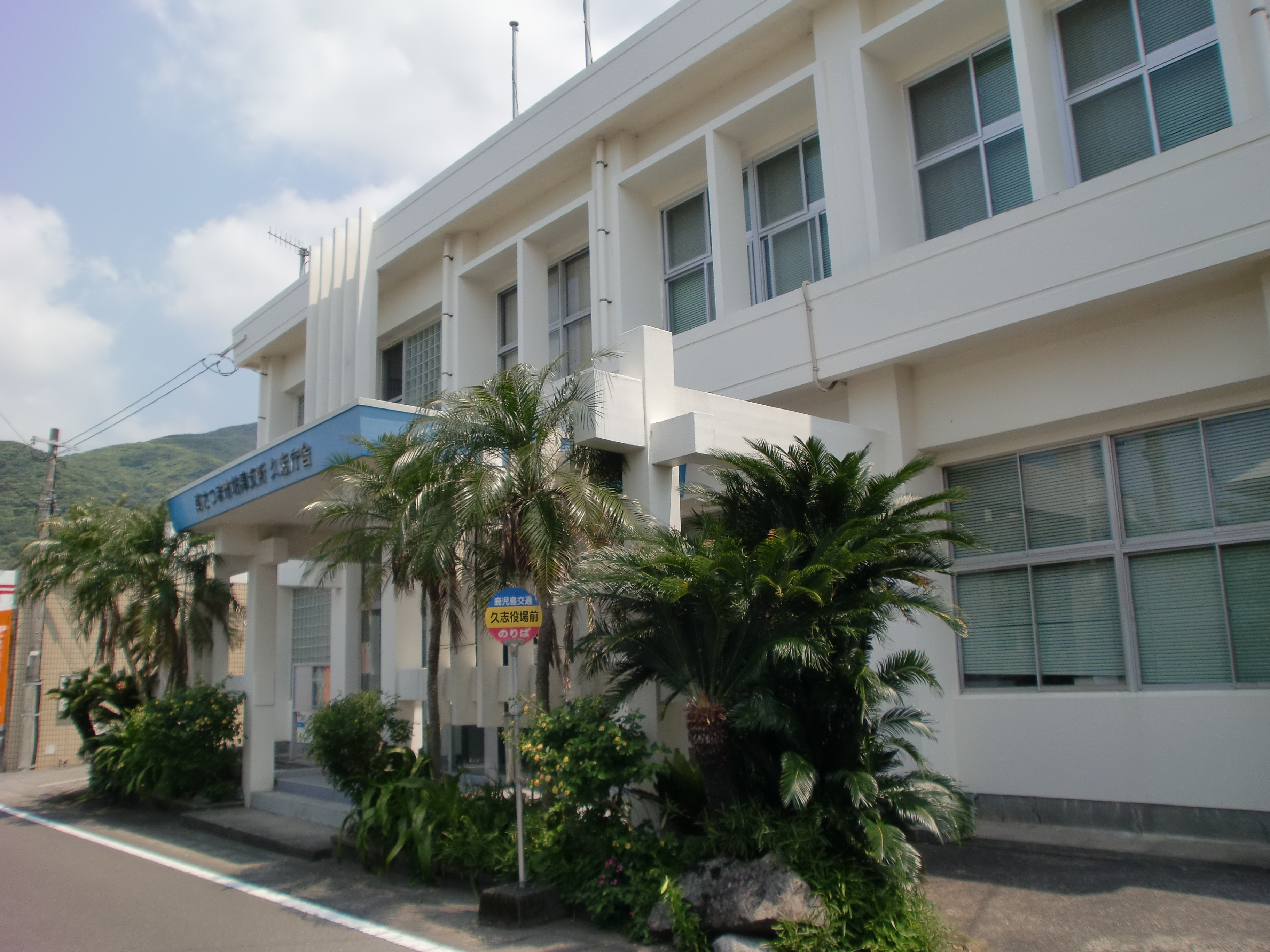
Hôtel de ville de Bonotsu

En date de 2003, la ville a une population estimée de 4.387 et la densité de 113.62 personnes par km². La surface totale est 38.61 km².